# Ounennéfer (dieu d'Égypte antique)
 (décembre 2015).
Si vous disposez d'ouvrages ou d'articles de référence ou si vous connaissez des sites web de qualité traitant du thème abordé ici, merci de compléter l'article en donnant les références utiles à sa vérifiabilité et en les liant à la section « Notes et références ».
Pour les articles homonymes, voir Ounennéfer.
Ounennéfer est un des nombreux épithètes du dieu Osiris. Il signifie « l'être parfait »,, c'est aussi le nom de règne du dieu sur la terre.
Osiris-Ounennéfer (Ousir-Onouphris en grec) est le quatrième pharaon divin qui ont précédé les hommes, après Rê-Atoum, Shou et Geb, son père. Contrairement à ses ascendants, il a un règne prospère, mis à part son meurtre commis par son frère Seth. Tout d'abord, Rê le vieux dieu du soleil reconnait en Ounennéfer la qualité de roi, ainsi il est fier de son arrière-petit-fils. Les premières années de son règne, il institue le culte des dieux et aide ses sujets primitifs à se développer. Ensuite il part avec trois dieux, Thot, son vizir, Anubis, son fils, et Oupouaout, son général, pour amener la civilisation dans le monde entier, Isis s'occupant du pouvoir en son absence. Le 17 athyr, en la 28e année de son règne, Seth l'assassine. On le connaît alors sous le nom de Ousir (Osiris). Puis il redevient l'« être Parfait » à sa résurrection.